# Lake Limestone
Lake Limestone är en konstgjord sjö på Navasota River nära Thornton, Texas i USA. Reservoaren skapades genom byggandet av Sterling C. Robertson-dammen. Arean är 55,4 km2  och maxdjupet är 13 meter.